# 1826 en France
Chronologie de la France
- 1822
- 1823
- 1824
- 1825
- 1826
- 1827
- 1828
- 1829
- 1830

Cette page concerne l'année 1826 du calendrier grégorien.

## Événements
- 8 janvier : traite d'amitié, de commerce et de navigation avec le Brésil signé à Rio[1].
- 15 janvier : fondation à Paris du journal Le Figaro, hebdomadaire satirique, par le chansonnier Maurice Alhoy et l'écrivain et homme politique Étienne Arago[2].
- 20 janvier : autorisation donnée par lettres-patentes du duc de Savoie de commercialiser l’eau de source d’Évian[3]. Elle est alors stockée dans des cruches en terre.
- 26 janvier : convention de commerce et de navigation avec la Grande-Bretagne[4].
- 31 janvier : ouverture de la session législative[4].

- 1er février : publication du Mémoire à consulter sur un système religieux tendant à renverser la religion, la société et le trône du comte de Montlosier[5], qui dénonce les agissements ultramontains d’une partie du clergé[6]. Pierre-Denis de Peyronnet, garde des Sceaux (fin en 1828)[7]
- 15 février  : ouverture du jubilé à Paris[4].

- 2 mars : une affiche est apposée à la porte de l'église de Rive-de-Gier  dans la Loire pour inciter à la révolte les ouvriers des mines de houille[8].
- 17 mars - 3 mai : manifestations du jubilé à Paris. Quatre processions générales sont terminées par la pose solennelle de la première pierre place Louis XVI d’un monument expiatoire à Louis XVI qui ne sera jamais édifié[9].
- 8 avril : rejet par la chambre des pairs du projet de loi relatif au droit d'aînesse[10] ; Joseph de Villèle échoue dans sa tentative de rétablir partiellement le droit d'aînesse.
- 22 avril : Dumont d’Urville appareille de Toulon comme commandant de « L'Astrolabe » (l'ancienne « La Coquille », rebaptisée) pour une deuxième circumnavigation, avec entre autres missions, la recherche de La Pérouse[11]. Il découvrira les îles Fidji, cartographiera les îles Loyauté, effectuera un relevé des côtes de la Nouvelle-Zélande, entreprendra une exploration des îles Tonga et des Moluques. Ses rapports ont permis la classification des îles en Mélanésie, Polynésie et Micronésie.
- 30 avril : déclaration des évêques de France relative à l'indépendance des rois dans l'ordre temporel[4].

- 17 mai : loi sur les substitutions[12].
- 18 mai : troubles à Rouen lors des fêtes jubilaires commencées le 16 mai, au sujet des prédications des missionnaires ; les opposants se manifestent bruyamment dans la cathédrale, profèrent des insultes, lancent des pétards et de fusées, jettent des chaises. Le lendemain 19 mai, on empêche l'accès à la cathédrale aux agitateurs ; deux missionnaires sont assaillis par la foule, l'un d'eux est trainé dans la boue ; il aurait été jeté dans le Robec sans l'intervention d'un garçon boucher. Les troubles persistent jusqu'au 24 mai[13].

- 4 juin : Honoré de Balzac, s’associe avec André Barbier et installe son imprimerie rue des Marais-Saint-Germain (aujourd'hui rue Visconti)[14].
- 7 juin : concession par ordonnance royale de la ligne de chemin de fer de Saint-Étienne à Lyon, construit par Marc Seguin[15].
- 16 et 17 juin : le duc Decazes fonde la « Compagnie des houillères et fonderies de l’Aveyron »[16].

- 6 juillet : clôture de la session législative[4].
- Juillet : invention du procédé Guimet pour la synthèse chimique du bleu outremer, naguère extrait uniquement des lapis-lazuli[17].

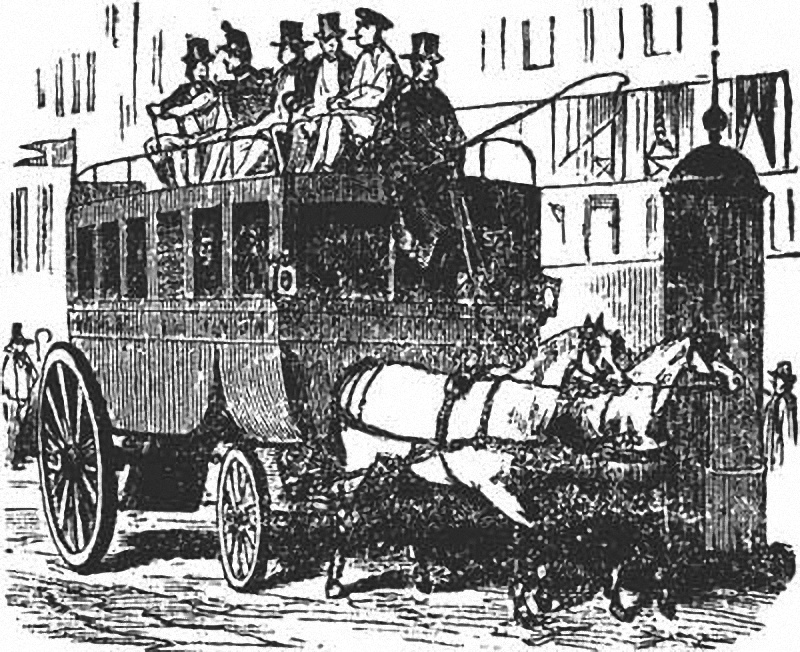
Dessin d'un omnibus

- 10 août : Stanislas Baudry fonde à Nantes « La Dame Blanche » (nom inspiré du succès de l’opéra-comique de Boëldieu), une entreprise comportant deux voitures suspendues pouvant recevoir chacune 16 personnes, premier réseau de transport en commun ou omnibus[18].
- 17 août : Louis Hachette fonde une maison d'édition à Paris[19].

- 12 octobre : troubles à Brest contre les missionnaires ; leurs opposants réclament une représentation du Tartuffe au théâtre depuis le 2 octobre. Le 12, les autorités civiles font intervenir la troupe ; des violences éclatent au théâtre et des jeunes gens sont frappés à coup de crosse de fusil puis arrêtés. Le théâtre est fermé le 14 mai par un arrêté du maire. Les frondeurs, arrêtés, puis relâchés avant l’ouverture de leurs procès, sont soit acquittés, soit condamnés à des peines légères[20].
- 29 octobre : troubles anticléricaux à Lyon. La procession générale à l'occasion du Jubilé se déroule dans le calme, mais après la fin de la représentation donnée au théâtre des Célestins, plusieurs manifestants réclament qu'on joue Tartuffe. Trois personnes sont arrêtés par la police, ce qui provoque un rassemblement sur la place aux cris de « Tartufe ! à bas la Calotte ! à bas le Jubilé ! ». Le 14 novembre, les prévenus Huré, Oriol et Devaux, sont condamnés pour outrage à la religion de l'état à cinq (Huré) et trois mois de prison et 300 francs d'amende[21].

- 4 novembre : inauguration du Palais Brongniart[22].

- 7 et 8 décembre : constitution des « Messageries générales de France » ou « Laffitte & Caillard et compagnie » qui se partagent le trafic routier avec et les Messageries Royales[23]. La vitesse moyenne passe d’environ 5 km/h à 9,5 km/h en 1848.
- 12 décembre : discours du roi à l'ouverture de la session des chambres de 1827[4].
- 29 décembre : présentation à la Chambre des députés du projet de loi relatif à la police de la presse, dite « loi de justice et d'amour » par le ministre de la justice Peyronnet[4]. Il entend durcir les conditions et aggraver les pénalités, ouvrant le débat sur la liberté de la presse. Casimir Perier déclare « Autant vaudrait proposer un article unique qui dirait : l'imprimerie est supprimée en France au profit de la Belgique ! »[24]